# キンシ正宗
キンシ正宗株式会社（キンシまさむね）は、京都市伏見区に本社を置く清酒の生産・販売をおこなう会社である。創業は1781年（天明元年）。	構内には伏見7名水のひとつである毎時70トンの水量の常磐井水を有し、1995年に米を蒸す代わりに高温・強火で炊いて粥状にして酒母と麹を加えて発酵させる液化仕込みを導入している。

## 沿革
- 1781年 –  現在の京都市中京区堺町二条上ル亀屋町にて、松屋久兵衛により創業。
- 1880年 –  現在の京都市伏見区御駕籠町に蔵を開設。
- 1896年 –  金鵄勲章に正宗を配した商標を出願し、登録される。
- 1896年 –  東京市京橋区霊岸島（現在の東京都中央区新川）に東京事務所を開設。
- 1936年 –  法人化により、株式会社堀野久造商店に社名を変更。
- 1946年 –  株式会社堀野商店に社名を変更。
- 1977年 –  業界に先駆けて紙パック酒を商品化、最初の商品は「キンシ正宗サケパック」一級1,000ml詰であった。
- 1991年 –  キンシ正宗株式会社に社名を変更、CIを導入し、ブランドスローガン「京仕込」を制定する。
- 1997年 –  子会社が運営する京都町家麦酒醸造所を開設。

## 銘柄
- 松屋久兵衛 –  最高級純米大吟醸酒。
- 金鵄正宗 –  純米大吟醸、純米吟醸、純米酒。
- 金閣 –  本醸造。
- 銀閣・桃山 –  普通酒。